# ヨーロッパの武術一覧
ヨーロッパの武術一覧（よーろっぱのぶじゅついちらん）とは、ヨーロッパに伝わる武術の一覧。
- 全般
  - フェンシング
  - レスリング
  - ボクシング
  - アーチェリー
  - ジョスト - 馬上槍試合。
- アイスランド
  - グリマ - レスリングの一種。
- アイルランド
  - バタイレアット（英語版） - 棒術。
  - カラー・エンド・エルボー・レスリング
- イギリス
  - ボクシング（近代）
  - キャッチ・アズ・キャッチ・キャン
  - シングルスティック
  - クオータースタッフ（英語版）
  - ダークダンス（英語版）
  - コーニッシュレスリング
  - カンバーランド・ウエストモーランド・レスリング
  - デボンレスリング
  - スコティッシュバックホールド
  - バーティツ

- イタリア
  - イタリア流剣術
  - シチリアン・スチレット（シンプル英語版）
  - イタリア式棒術
- ウクライナ
  - ホパーク
  - カザク
- オーストリア
  - ランゲルン
- オランダ
  - ボルステル
- ギリシャ
  - パンクラチオン
  - ボクシング
    - 古代ギリシアのボクシング

  - レスリング 
    - 古代ギリシアのレスリング
- グルジア
  - チダオバ
  - クリドーリ
- スイス
  - シュヴィンゲン - スイス式レスリング
- スペイン
  - フエゴ・デル・パーロ - カナリアの棒術
  - シポータ（スペイン語版）
  - シトラ・アチラ（スペイン語版）
  - デストレーサ（英語版）（スペイン式剣術）
  - ルチャ・カナリア
  - ルチャ・レオネーサ
  - スペイン流剣術
- セルビア
  - スヴェボル - 昔の騎士の武術。
  - ナロドノ・ルヴァニェ - レスリングの一種。
  - リアル合気道（レアルニ・アイキド） - セルビアなどの軍隊で導入されている格闘術。
- ドイツ
  - ドイツ流剣術
  - カンプフリンゲン
  - ヨーロピアン柔術
- トルコ
  - ヤールギュレシ（トルコ相撲・オイルレスリング）
  - マトラク
  - アマロク
- ノルウェー
  - スタヴ（英語版）
- ハンガリー
  - バランタ
- フランス
  - サバット
    - ラ・カン（英語版）（サバットに含まれるステッキ術）

  - バトン・フランセ（英語版）
  - フランス式剣術（英語版）
  - ジョスト
  - グーラン
- ブルガリア
  - ブルガリア相撲
- ポルトガル
  - ジョゴ・ド・パウ（英語版）
- モルドバ
  - トゥリンタ（ルーマニア語版）
- リトアニア
  - サビヤ
- ロシア
  - サンボ
  - システマ
  - クラチニイ・ボイ
  - ステンカ